# Johann Christoph König (Unternehmer)
Johann Christoph König (* 14. November 1783 in Wölfis; † 11. November 1867 in Hannover) war ein deutscher Königlich Hannoverscher Hof- und Kammermusiker, Flötist und Unternehmer sowie einer der beiden Namensgeber der Firma J. C. König & Ebhardt.

## Leben
Ende des 18. Jahrhunderts bei Gotha geboren, heiratete Johann Christoph König am 29. Juni 1813 in der Marktkirche von Hannover die Witwe Johanna Katharina Elisabeth Ebhardt, geborenen Hase – und wurde dadurch zum Mitbesitzer einer Cichorien- und Senffabrik.
Etwa um 1814 – dem Jahr der Erhebung Hannovers zum Königreich – wurde Johann Christoph König als Flötist Mitglied der Hofkapelle von Hannover. Mit dem Titel eines Königlichen Hof- und Kammermusikers schied er circa 1817 wieder aus dem Orchester aus.
Nach dem Eintritt seines Stiefsohnes Heinrich Ebhardt in das Unternehmen am 8. März 1832 wurde die Senf- und Cichorienfabrik umbenannt in J. C. König & Ebhardt, deren Fabrikgebäude sich noch heute in Hannover an der Schlosswender Straße finden.